# День стеклопроизводителя
День стеклопроизводи́теля (укр. День скловиробника) — национальный профессиональный праздник Украины. Отмечается ежегодно 19 ноября. В этот же день в России отмечается День работника стекольной промышленности России.
19 ноября 2008 года премьер-министр Украины Тимошенко Ю. В., поздравляя стеклопроизводителей государства с их профессиональным праздником, сказала следующие слова:

Я благодарю вас за то, что в последнее время отечественный рынок стекла динамично развивается… иностранные инвесторы верят в успех отрасли и вкладывают в развитие предприятий большие ресурсы, так как стекло является одним из самых актуальных и перспективных декоративных и конструкционных материалов… желаю украинской стеклянной продукции хорошей репутации на внутреннем и международном рынках… я уверена, что эта продукция всегда будет нужной и популярной.

С ноября 1997 года в республике действует ассоциация предприятий стекольной промышленности «Стекло Украины» — общественная организация, объединяющая производителей стеклотары, посуды, художественного и листового стекла, а также поставщиков оборудования, сырья и услуг для стеклопроизводства. В организацию входят более пятидесяти местных и иностранных предприятий, работающих в стекольной отрасли. Более 80 % украинской стеклопродукции приходится на членов ассоциации «Стекло Украины». Ассоциация сыграла неоценимый вклад в вывод стекольной промышленности из рецессии, в которой та пребывала со времён распада СССР.
Согласно данным Госкомстата, в 2008 году в республике было произведено 4046,5 млн единиц стеклотары (почти вдвое больше, чем 2003 году). Производство бутылок в период с 2004 по 2008 год выросло с 1603,8 до 2921,5 млн штук.